# Eisothistos adlateralis
Eisothistos adlateralis är en kräftdjursart som beskrevs av Knight-Jones 2002. Eisothistos adlateralis ingår i släktet Eisothistos och familjen Expanathuridae.
Artens utbredningsområde är havet kring Nya Zeeland. Inga underarter finns listade i Catalogue of Life.